# Lac Lak
Pour les articles homonymes, voir Lak.

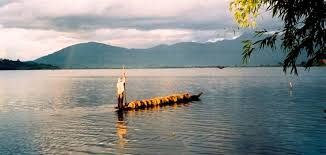
Le lac Lak.

Le lac Lak est le plus grand lac naturel d’eau douce de la province de Đắk Lắk, et le deuxième plus grand au Vietnam.

## Description
Le lac est situé sur la commune de Liên Sơn (ou Lạc Thiên), dans le district de Lak, à côté de la route reliant le Buon Me Thuoc au DaLat. Il est à 56 km au sud du Buôn Ma Thuột par la route 27.